# Aëcio Coelho
Pour les articles homonymes, voir Coelho.
Aëcio Morrot Coelho (né le 3 mai 1925, mort le 14 mars 1984) est un cavalier de concours complet et pentathlonien brésilien.
Il est le plus jeune cavalier aux Jeux olympiques d'été de 1948 et participe aussi aux épreuves de pentathlon moderne aux Jeux olympiques d'été de 1948.